# Science Research Council
Il Science Research Council (SRC)  è stata un'agenzia istituita nel 1965 dal Regno Unito  con lo scopo di coordinare la ricerca scientifica.
Precedentemente il "Minister for Science" era responsabile di varie attività condotte dal "Department of Scientific and Industrial Research" (DSIR) e da altre agenzie operanti nel campo della ricerca scientifica nel Regno Unito.
Nel 1981 l'agenzia è stata rinominata Science and Engineering Research Council (SERC).
Nel 2007 l'agenzia è stata sciolta, trasferendo la sua attività ad altre agenzie specializzate in specifici settori di ricerca, tra cui il "Engineering and Physical Sciences Research Council" (EPSRC) e il "Science and Technology Facilities Council" (STCF).